# Northern (Papoea-Nieuw-Guinea)
Northern is een provincie in Papoea-Nieuw-Guinea. De provincie staat ook bekend onder de naam Oro.
Northern telt 132.714 inwoners op een oppervlakte van 22.800 km².
Provincies: Central · Chimbu · Eastern Highlands · East New Britain · East Sepik · Enga · Gulf · Hela · Jiwaka · Madang · Manus · Milne Bay · Morobe · New Ireland · Northern · Southern Highlands · Western · Western Highlands · West New Britain · Sandaun

National Capital District      Autonome provincie: Bougainville